# Jürg Niehans
Jürg Niehans (* 8. November 1919 in Bern; † 23. April 2007 in Palo Alto, Kalifornien) war ein schweizerischer Nationalökonom.

## Leben
Jürg Niehans wurde 1919 in Bern geboren und wuchs in Zürich auf. Er studierte Nationalökonomie an der Universität Zürich und wurde 1945 mit einer Arbeit mit dem Titel Der Gedanke der Autarkie im Merkantilismus von einst und im Neomerkantilismus von gestern promoviert.
Nach der Promotion trat Niehans zunächst in den Diplomatischen Dienst der Schweiz ein, dem er von 1945 bis 1949 angehörte. Vor allem als Attaché bei der Schweizerischen Gesandtschaft in Washington konnte er praktische Erfahrungen sammeln.
Im Jahr 1949 kehrte er an die Universität Zürich zurück, wo er sich 1950 habilitierte. Hier entfaltete er eine umfangreiche Forschungs- und Lehrtätigkeit und wurde 1952 zum a.o. Professor und 1956 zum ordentlichen Professor ernannt.
Nach einem Forschungsjahr an der Johns Hopkins University in Baltimore entschloss Niehans sich 1966, den ihm dort angebotenen Lehrstuhl am Department of Political Economy anzunehmen und in die USA überzusiedeln.
1977 kehrte Niehans, als ihm die Universität Bern einen Lehrstuhl für theoretische Nationalökonomie und die Chance anbot, dort ein Studium nach amerikanischem Vorbild zu organisieren, in die Schweiz zurück.
Während mehrerer Jahre hat er die Schweizerische Zeitschrift für Volkswirtschaft und Statistik redigiert. Er war Mitherausgeber der Zeitschriften Journal of Money, Credit and Banking, Journal of Monetary Economics, Journal of International Economics und Kyklos.
Die Universitäten Basel und Göttingen haben ihm die Ehrendoktorwürde verliehen. Der Verein für Socialpolitik, in dem sich vornehmlich die deutschsprachigen Hochschullehrer der Nationalökonomie treffen, ehrte Jürg Niehans 1989 mit der Zuerkennung der Johann-Heinrich-von-Thünen-Vorlesung. 1988 wurde er zum korrespondierenden Mitglied der Bayerischen Akademie der Wissenschaften ernannt.